# Olimpita
L'olimpita és un mineral de la classe dels fosfats. Rep el seu nom en honor dels Jocs Olímpics de 1980 celebrats a Moscou.

## Característiques
L'olimpita és un fosfat de fórmula química Na₅Li(PO₄)₂. Va ser aprovada com a espècie vàlida per l'Associació Mineralògica Internacional l'any 1979, i publicada per primera vegada l'any 1980, coincidint amb els Jocs Olímpics. Cristal·litza en el sistema ortoròmbic. La seva duresa a l'escala de Mohs és 4.
Segons la classificació de Nickel-Strunz, l'olimpita pertany a «08.AA - Fosfats, etc. sense anions addicionals, sense H₂O, amb cations petits (alguns també amb grans)» juntament amb els següents minerals: alarsita, berlinita, rodolicoïta, beril·lonita, hurlbutita, litiofosfat i nalipoïta.

## Formació i jaciments
Va ser descoberta al Mont Rasvumchorr, al massís de Khibini, situat a l'óblast de Múrmansk (Rússia), on sol trobar-se associada a altres minerals com la sidorenkita, la vil·liaumita i l'aegirina. Es tracta de l'únic indret a on ha estat trobada aquesta espècie mineral.